# Symfonie nr. 29 (Hovhaness)
Alan Hovhaness voltooide zijn Symfonie nr. 29 opus 289 in september 1976.
Deze symfonie, die geen bijtitel kreeg, kan tevens gezien worden als concerto. Het werk is origineel gecomponeerd voor trombone of hoorn en symfonieorkest. In maart 1977 werkte de componist het om tot een werk voor harmonieorkest (symphonic band). De solopartij kan daarbij ingevuld worden door trombone of eufonium. De inspiratie voor het werk kwam voort uit twee bergen Mount Baker en Mount Rainier (originele naam Mount Tahoma). Hovhaness refereerde in meer werken naar bergen en kwam dan steevast met lange melodielijnen; deze symfonie vormt daarop geen uitzondering.
Hovhaness kreeg het verzoek van Henry Charles Smith (eufoniumbespeler/trombinist) en C.G. Conn Ltd. ter viering van het 50-jarig bestaan van de muziekcursussen in Interlochen. Vanwege de twee versies waren er ook twee eerste uitvoeringen. Charles Smith leidde zowel die voor orkest, met het Minnesota Orchestra (waarvan Smith toen deel uitmaakte), als die voor harmonieorkest, een studentenorkest samengesteld uit de muziekstudenten tijdens Interlochen. Deze laatstgenoemde uitvoering vond plaats op 17 augustus 1977 in de versie voor eufonium en symphonic band.

## Programma
Het programma van 17 augustus zag er als volgt uit:
- Percy Fletcher - Vanity Fair Overture
- Jean Sibelius in een bewerking van George C. Wilson - Symfonie nr. 1 Andante ma non troppo en Allegro energico
- Carl Teike - Old Comrades March
- Alan Hovhaness - Symfonie nr. 29 opus 289, nr. 3 voor eufonium en band.
- Malcolm Arnold - Vier Schotse dansen

## Orkestratie
Voor de orkestversie ziet de orkestratie er als volgt uit:
- 3 dwarsfluiten, 2 hobo's, 2 besklarinetten, 2 fagot;
- 4 hoorns, 3 trompetten, 3 trombones, 1 tuba
- pauken en 4 man / vrouw percussie; harp
- violen, altviolen, celli en contrabassen.

## Discografie
- Uitgave Delos: Dirigent Keith Brion dirigeerde de versie voor trombone en harmonieorkest met het Ohio State University Wind Ensemble, met als solist Christian Lindberg; opnamen 1993 of 1994.